# Калманович, Зелик Файвушевич
Зе́лик-Гирш Фа́йвушевич Калмано́вич (идиш זעליק קאַלמאַנאָװיטש‎, лит. Zelikas Kalmanovičius; 30 октября 1881, Гольдинген, Курляндская губерния, Российская империя — 1944, около Нарвы, генеральный округ Эстония, рейхскомиссариат Остланд, Германия) — еврейский историк, переводчик, филолог, архивист, исследователь идиша, один из первых директоров Еврейского научного института (YIVO). Один из авторов аналитической записки о нееврейском происхождении караимов, которую он предоставил для немецких оккупационных властей в 1941 году.

## Биография
Зелик Калманович родился 30 октября 1881 года в Гольдингене, в семье Файвуша и Эстер Калманович. В детстве обучался в иешиве, после окончания которой, сдав экзамены экстерном за гимназический курс, поступил в 1902 году в Берлинский университет. С 1909 обучался в Кёнигсбергском университете.
После начала Первой мировой войны проживал в Санкт-Петербурге, где занимался издательской деятельностью. В 1921 году переехал в Минск, где стал преподавать идиш. Некоторое время проживал в Риге, где работал главным редактором еврейской газеты «Лецте найс». В 1922 году переехал в Ковно.
C 1925 по 1928 год проживал в Паневежисе, где занимался преподавательской деятельностью. В 1929 году Зелик Калманович поселился в Вильне, где стал одним из первых директоров Еврейского научного института.
После занятия Вильнюса немецкими войсками Зелик Калманович был с женой Ревеккой Иосифовной Калманович (урождённой Лурье, 1894, Бобруйск — ?) и сыном Эммануилом (1926—?) перемещён в Вильнюсское гетто. В 1941 году по запросу немецких оккупационных властей составил аналитическую записку о нееврейском происхождении караимов. В 1943 году после ликвидации Вильнюсского гетто Зелика Калмановича переправили в концентрационный лагерь Вайвара возле города Нарва в Эстонии, где он скончался от голода в 1944 году.

## Творчество
С 1906 года Зелик Калманович занимался литературной деятельностью, печатая статьи в газетах «Фольксштиме», «Идише цайтунг» и журнале «Лебн ун висншафт».
Сделал перевод на идиш «Похождений бравого солдата Швейка» Ярослава Гашека, который был опубликован в Риге в 1921 и 1928 годах.
Находясь в Вильнюсском гетто, Зелик Калманович вёл дневник на иврите, который был опубликован в переводе на идиш институтом YIVO в 1951 году и в Иерусалиме на иврите в 1977 году под названием «Yoman be-Getto Vilna u-Ketavim me-ha-Izavon she-Nimze’u ba-Harisot».